# Simon Whitlock
Simon Whitlock (ur. 3 marca 1969 w Cessnock w Australii) – australijski darter, najbardziej utytułowany darter z Australii. Jest wielokrotnym wicemistrzem wielu turniejów PDC i BDO. Ponadto jest jedynym australijskim darterem, który ukończył partię dziewiątą lotką na turnieju telewizyjnym obok Kyle'a Andersona.

## Historia
Whitlock był jednym z wielu darterów, którzy zmienili organizację, aczkolwiek nie jak większość zawodników, gdyż zmieniał ją trzykrotnie. Zaczął w 2001 roku w Professional Darts Corporation aż do 2004 roku kiedy przeszedł do konkurencyjnej organizacji darta – czyli BDO. Jednak już po pięciu latach powrócił do PDC i tam rzuca aż do dziś. Warto odnotować, że mimo tego iż w BDO był zaledwie 5 lat, to w tym czasie udało mu się awansować do finału BDO World Darts Championship, gdzie jednak uległ Walijczykowi Markowi Websterowi 5-7. W PDC także udało mu się awansować do finału turnieju PDC World Darts Championship, gdzie jednak również uległ przegrywając z najbardziej utytułowanym zawodnikiem w historii Philem Taylorem wynikiem 3-7.